# Milea (Epiro)
Milia (in greco Μηλιά?, in arumeno Ameru) è una ex comunità a maggioranza arumena della Grecia nella periferia dell'Epiro (unità periferica di Giannina) con 618 abitanti secondo i dati del censimento 2001.
È stata soppressa a seguito della riforma amministrativa, detta Programma Callicrate, in vigore dal gennaio 2011 ed è ora compresa nel comune di Metsovo.
Si trova all'interno del Parco Nazionale del monte Pindo.